# Modern Talking
Modern Talking est un groupe new wave/synthpop allemand. Constitué de Dieter Bohlen et Thomas Anders, le groupe est actif entre 1983 et 1987, puis 1998 et 2003.
Le duo compte plus de 120 millions de disques vendus à travers le monde, notamment grâce à leurs tubes You're My Heart, You're My Soul (1984), Cheri, Cheri Lady (1985), Brother Louie (1986) et Atlantis Is Calling (S.O.S. for Love) (1986).

## Biographie

### Débuts (1983-1987)
C'est en 1983 que Dieter Bohlen (auteur/compositeur/producteur) rencontre Thomas Anders (interprète) qu'il va produire en solo. Après quelques titres, en allemand, dont une reprise de F. R. David (Pick Up the Phone) et de Real Life (Send Me an Angel), les deux hommes décident de former le duo Modern Talking courant 1984. En effet, à cette époque, l'épopée du disco prend fin et de nombreux groupes new wave au son pop synthétique sont apparus en Angleterre et en Allemagne. Leur première chanson, You're My Heart, You're My Soul, alliant musique new wave des Nouveaux Romantiques et Euro disco/italo-disco, devient rapidement un des hits de l'année 1985 et se classe pendant six semaines à la première place des charts allemands,,.
Entre 1985 et 1986, Modern Talking parvient à placer en Allemagne cinq singles consécutifs à la première place (You're My Heart, You're My Soul, You Can Win If You Want, Cheri Cheri Lady,, Brother Louie et Atlantis Is Calling (S.O.S. for Love)), atteignant l'apogée de sa notoriété internationale avec le titre Brother Louie, qui passe deux semaines à la 4e place au Royaume-Uni fin août et début septembre 1986 et entre dans le Top 100 au Canada. Par ailleurs, entre 1985 et 1987, ce ne sont pas moins de six albums qui sont ainsi produits.
À la fin de 1985, des tensions naissent entre Dieter Bohlen et Thomas Anders. Nora, la fiancée de l'époque de Thomas Anders, interfère de plus en plus au sein du groupe, au grand désespoir de Dieter Bohlen. Peu à peu, une guerre s'installe entre les deux hommes. Obligés de respecter leur contrat de 6 albums à enregistrer, les deux hommes ne se retrouvent que pour les prises studio et quelques opérations promotionnelles qui se raréfient au fil des mois. En 1987, Modern Talking sort ses deux derniers albums avec deux singles relativement identiques, Jet Airliner et In 100 Years.... Pour ce dernier single, les deux hommes enregistrent chacun les prises du clip séparément. Le dernier album de Modern Talking, In the Garden of Venus n'aura été suivi d'aucune promotion, Dieter Bohlen ayant déjà la tête à son nouveau groupe, Blue System.
Modern Talking, en l'espace de trois ans et six albums, aura vendu plus de 60 millions d'albums dans le monde,. Modern Talking sera parvenu à préserver un certain succès dans les pays de l'Est et en Allemagne. Thomas Anders continuera durant dix ans à chanter les succès du groupe sur scène en parallèle à ses propres chansons. Sa carrière solo n'a cependant jamais connu un succès aussi florissant qu'avec Modern Talking. Quant à Dieter Bohlen, il oscillera entre les albums de son groupe, Blue System, les compositions et les productions de nombreux autres artistes en Allemagne.

### Retour (1998-2003) et séparation définitive
Les anciens collaborateurs se retrouvent en 1998 pour reformer le duo qui avait fait leur gloire. Durant dix ans, Dieter Bohlen et Thomas Anders mènent chacun leur propre carrière mais ne sont jamais parvenus à retrouver le sommet des charts atteint avec Modern Talking. L'album Back for Good est un événement en Allemagne (numéro 1 du Top albums allemand) et s'écoulera à plus de trois millions d'exemplaires en Europe.
You're My Heart, You're My Soul est remixé dans une version dance music chantée par Eric Singleton. Le single atteint la 2e place en Allemagne, la 1re étant accaparée depuis des semaines par My Heart Will Go On de Céline Dion. You're My Heart, You're My Soul '98 devient premier en Argentine, Hongrie, Slovaquie et Lettonie. S'ensuivra un second single Brother Louie '98 qui est classé no 2 en France, toujours remixé en version rap et dance. La tournée Back for Good Tour, avec ses 47 dates sera un succès.
Modern Talking enchaîne ensuite les albums à un rythme d'un par an.
En février 1999, le premier single inédit de Modern Talking depuis 1987 est You are Not Alone suivi du huitième album du groupe, Alone. Un second single, Sexy Sexy Lover, sera extrait de cet album.
De nouveaux albums sortent ensuite chaque année jusqu'en 2003. Toutefois, le succès s'essouffle peu à peu, Dieter Bohlen ayant du mal à renouveler le style des singles du groupe. Eric Singleton est remercié à l'issue de l'album America (il avait prêté sa voix pour le deuxième single Last Exit to Brooklyn). Malgré le retour à un format « classique » avec les couplets chantés par Thomas Anders , Modern Talking ne retrouvera pas le succès international avec les albums Victory (2002) et Universe (2003). Le dernier single officiel du groupe, TV Makes a Superstar parviendra toutefois à se classer 2e en Allemagne, et l'album Universe 3e. En France, le groupe disparaît des ondes à la fin de l'année 1999. Le groupe se sépare définitivement en 2003 mettant fin au groupe.
Dieter Bohlen devenant jury de l'émission Nouvelle Star en Allemagne, son temps est de plus en plus réduit et la promotion de l'album Universe est pratiquement délaissée par l'intéressé, au désespoir de Thomas Anders. De plus chacun d'eux a une vision différente de l'avenir musical du groupe ce qui provoque des frictions. Le groupe se sépare une deuxième fois à l'issue d'un ultime album compilation sorti fin 2003 au titre catégorique The Final Album. C'est une surprise pour la maison de disque et surtout les fans qui apprennent la nouvelle par Dieter Bohlen lors du dernier concert du duo à Berlin. La page Modern Talking est définitivement tournée.
Depuis 2003, de nombreuses compilations sont publiées. Dieter Bohlen poursuit ses activités de compositeur/producteur (il a depuis atteint plusieurs fois la première place des charts allemands en composant pour les autres). Thomas Anders enchaîne les disques solos sans pour autant connaître un grand succès. Lorsque les deux hommes donnent chacun des concerts de leur côté, ils interprètent les tubes de Modern Talking.
En 2014, les deux membres du groupe se revoient pour la sortie d'un best of pour l'anniversaire de la trentième année de leur premier single You're My Heart, You're My Soul, sans pour autant reformer le duo.

## Discographie

### Albums studio
- 1985 : The 1st Album
- 1985 : Let's Talk About Love
- 1986 : Ready for Romance
- 1986 : In the Middle of Nowhere
- 1987 : Romantic Warriors
- 1987 : In the Garden of Venus
- 1998 : Back for Good
- 1999 : Alone
- 2000 : 2000: Year of the Dragon
- 2001 : America
- 2002 : Victory
- 2003 : Universe
- 2003 : The Final Album

### Singles
- 1984 : You're My Heart, You're My Soul
- 1985 : You Can Win If You Want
- 1985 : Cheri Cheri Lady
- 1986 : Brother Louie
- 1986 : Atlantis Is Calling (S.O.S. for Love)
- 1986 : Geronimo's Cadillac
- 1986 : Give Me Peace on Earth
- 1986 : Lonely Tears in Chinatown
- 1987 : Jet Airliner
- 1987 : In 100 Years
- 1998 : You're My Heart, You're My Soul '98
- 1998 : Brother Louie '98
- 1998 : Space Mix
- 1999 : You Are Not Alone
- 1999 : Sexy Sexy Lover
- 2000 : China in Her Eyes
- 2000 : Don't Take Away My Heart
- 2001 : Win the Race
- 2001 : Last Exit to Brooklyn
- 2002 : Ready for the Victory
- 2002 : Juliet
- 2003 : TV Makes the Superstar